# ワレリー・ゾリキン
ワレリー（ヴァレリー）・ドミートリエヴィチ・ゾリキン（ロシア語: Вале́рий Дми́триевич Зо́рькин、ラテン文字転写の例：Valery Dmitrievich Zorkin、1943年2月18日 - ）は、ロシアの裁判官、法学者。ロシア連邦憲法裁判所長官。沿海地方コンスタンチノフカ村出身。1964年モスクワ大学法学部を卒業する。同年モスクワ大学法学部で教鞭を執る。1979年ソ連内務省アカデミー教授に就任する。法律学者としては、ボリス・チチェーリンの学説における主要な専門家と目されるようになる。1989年頃から人民代議員大会の憲法・法制委員会に法律専門家として勤務した。
1991年10月ロシア憲法裁判所判事に任命され、同年11月1日憲法裁判所長官に就任する。
ボリス・エリツィン大統領と最高会議が対立状態に陥った際には、憲法裁判所を代表して仲裁に入ったが、エリツィンの最高会議を廃止する大統領令を違憲とする判断を下す。ゾリキンはしばしば憲法裁判所を背景にエリツィンの大統領令に関して違憲判決を出したため賞賛された。しかしエリツィン陣営からは、反大統領派との立場を取ったと見られ、結局、1993年10月のモスクワ騒乱事件では、これが原因で憲法裁判所長官を更迭される。1993年新憲法が発布された後は憲法裁判所の判事として勤務を続けてきた。
2003年2月23日、ウラジーミル・プーチン大統領によって再び憲法裁判所長官に選出された。